# Hochtor (Hohe Tauern)
Pour les articles homonymes, voir Hochtor.
Le Hochtor, toponyme allemand signifiant littéralement en français « Haute Porte », est un col d'Autriche s'élevant à 2 576 mètres d'altitude, dans le massif des Hohe Tauern, entre le Großer Margrötzenkogel et le Roßschartenkogel, à l'est du Großglockner, point culminant du pays. Il est franchi par la Haute route alpine du Großglockner via un tunnel, le col en lui-même n'étant pas routier mais traversé par des sentiers de randonnée.

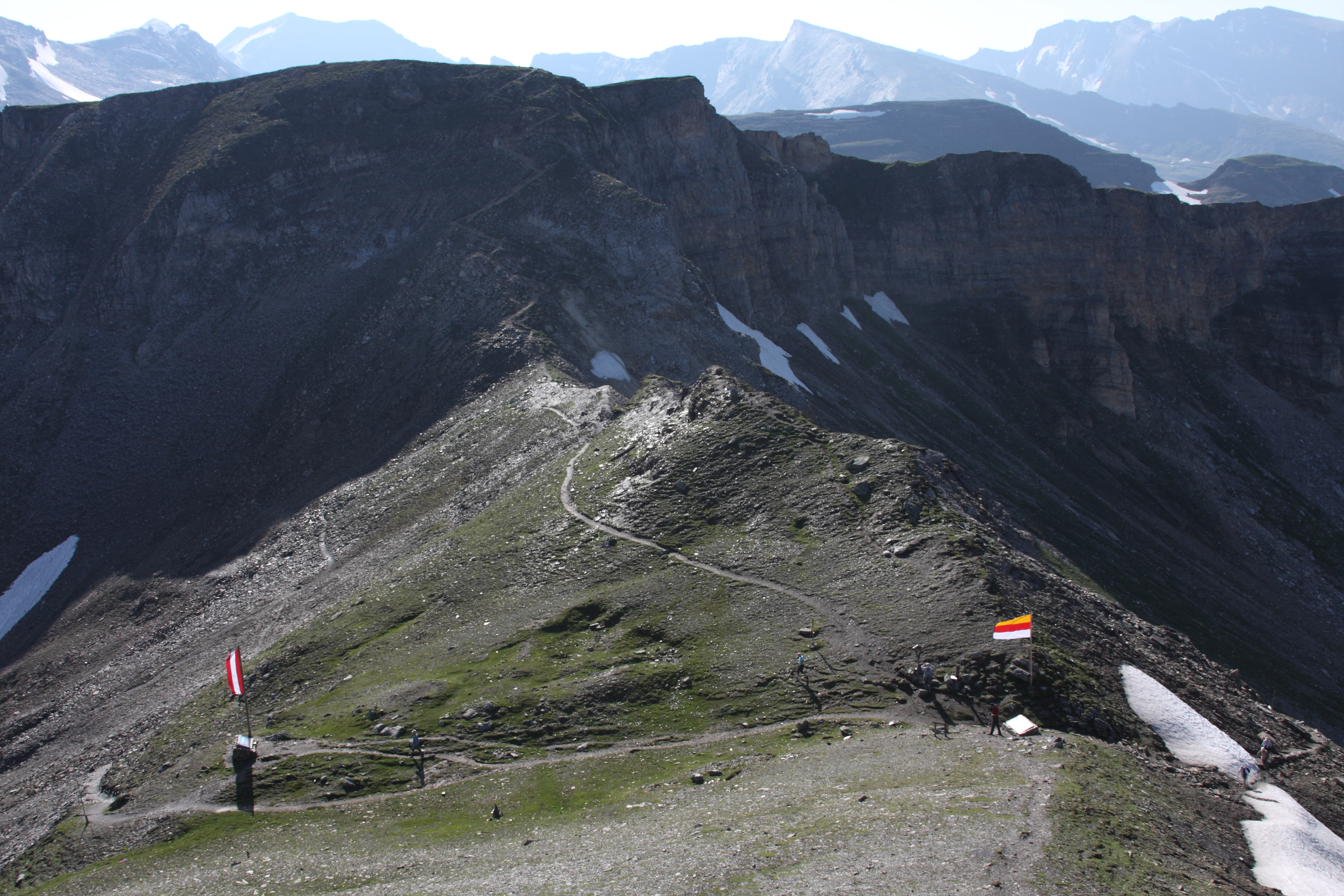
Vue du col avec le Roßschartenkogel.